# 加薩浸信會
加薩浸信會是一間浸信宗的基督教會，在巴勒斯坦加沙地帶的加沙市。這間教會是加沙地帶僅有的三間基督教會之一，是當地唯一的新教及福音派教會。
加薩浸信教會及其約二百名會眾，受當地巴以衝突的持續暴力及混亂所害。有數名教會成員在巴勒斯坦的派系衝突中傷亡。一名教會領袖在2007年被身份不明的武裝份子殺害後，加沙政府勸喻數名教會領袖，為自身安全離開加沙。因為當地的局勢及以色列一直施加的往來限制，教會牧師及領導在外流亡，只能偶然回去。

## 教會概況和活動
這間教會在1950年代建立。教會牧師是Hanna Massad。
加沙地帶的基督徒有2500人。這間教會成立至今，會眾人數在150至250之間，是加沙地帶僅有的三間基督教會之一，並且是加沙地帶唯一的福音派教會。當地其餘兩間教會是希臘正教的聖波斐利教堂和天主教的加薩聖家堂。在2006年教會開設了加沙地帶的第一間公眾基督教圖書館。
教會大樓有六層高。地下兩層是公用圖書館，有基督教和非基督教書籍。四樓用作宣教事工；五樓是宿舍，給外地到訪同工寄宿；六樓是敬拜會堂。
加沙佔少數的基督徒，傳統上和當地佔大多數的穆斯林關係良好。於2007年社會秩序大亂之前，教會開展青少年事工，開辦圖書館和數間診所。至2010年5月，教會仍然營辦一間學校，有約250名學生，當中很多是穆斯林。

## 近期歷史

### 以色列炸彈攻擊
在2007年2月或之前，教會的公眾圖書館，在三次事件中遭人縱火破壞。2008年12月一次以色列空襲中，教會大樓被附近炸彈爆炸損毀。

### 法塔赫和哈馬斯衝突
加沙市以低層建築為主，於是加薩浸信會大樓不尋常的高度，使其在法塔赫和哈馬斯衝突中，多次被法塔赫和哈馬斯部隊徵用作瞭望臺。因此教會數名同工被困在雙方交火中。有一次一位教會圖書館員，在敵對勢力槍戰中被擊中。另一次同類事件中，一位22歲新婚的教會公車司機被殺。教會在2007年2月被法塔赫警察搜查和短暫佔用。

### 教會領袖被害
2007年10月，加薩浸信會的其中一名領袖Rami Ayyad，被身份不明的武裝份子綁架，在公開虐打後被殺。 Ayyad是這代人記憶中，第一個巴勒斯坦基督徒因其信仰被殺的。他是加沙唯一的基督教書店The Teacher's Bookshop的經理。Ayyad遇害後，加沙政府勸喻Massad牧師遷離，以確保他一家的安全。這宗暴力案件，令其後數個月教會平常聚會的人少了。

### 以色列的封鎖及往來限制
Ayyad被害後，教會包括Massad牧師在內的七名領袖，遵從政府勸喻離開加沙。Massad牧師一家搬到約旦，其餘六人有五人搬到靠近伯利恆的西岸地區。此後只有Massad獲以色列當局准許回去。搬到伯利恆的五人被禁止離開該地區，因此有些人多年不能和家人見面。
Massad稱，以色列對加沙的封鎖，導致了「人民中很多有無路可走和絕望的感覺……更多貧困和更多苦難。」當地生活費用上漲，醫療儀器短缺，但是絕大多數的當地人同意，相比起來更難忍受的，是以色列施加的往來限制。Massad總結巴勒斯坦基督徒的困境，就像生存於「兩團火之間，一團是穆斯林的迫害，一團是以色列的佔領。」